# Кессиди, Феохарий Харлампиевич
Феоха́рий Харла́мпиевич Кесси́ди (греч. Θεοχάρης Κεσσίδης, 13 марта 1920 года, Санта, Грузия — 23 декабря 2009 года, Афины) — советский философ, специалист по античной философии.
Доктор философских наук (1968). Член-корреспондент Афинской академии наук (1987).

## Биография
Родился в семье грузинских греков.
С 1939 студент философского факультета МИФЛИ, два курса.
Экстерном окончил 3—4-й курсы факультета философии и психологии Тбилисского университета, а затем перешёл на 5-й курс философского факультета Московского государственного университета им. Ломоносова.
Окончил философский факультет МГУ (1946), затем аспирантуру по кафедре истории философии. В 1950 году защитил кандидатскую диссертацию по теме «Философия Гераклита Эфесского». Докторская диссертация «Раннегреческая философия и её отношение к мифу, искусству и религии» (1968). Согласно его концепции, становление философской мысли на самостоятельный путь развития явилось процессом перехода от мифа к логосу, от мифологического отождествления — к художественному сравнению и от художественного сравнения — к научной аналогии и отвлеченному понятию. В учении ранних греческих философов чувственный образ и отвлечённое понятие связаны между собой, составляют «теорию».
В 1970—1992 годах работал в секторе истории и философии Института философии РАН. Разработал концепцию перехода древнегреческой мысли от мифа к логосу. С 1992 года проживал в Греции.
Похоронен на кладбище селения Прохома-Санта пригорода северной греческой столицы Фессалоники.
Награды: «Золотой Крест» (Греция).
Супруга — Ольга Николаевна.

## Избранная библиография
- От мифа к логосу. — М.: Мысль, 1972.
- Сократ. — М.: Мысль, 1976.
- Сократ [печатный текст] / Кессиди, Феохарий Харлампиевич, Автор; Крыштановская, С. О., Редактор; Ременник, Аркадий Исаакович, Художник. - 2-е издание, дополненное. - Москва : Мысль, 1988. - 200 с.. - (Мыслители прошлого) .- Библиография в подстрочных примечаниях.- Именной указатель: с. 216, 217.- Библиографический список: с. 218 - 220 (59 названий).- 70000 экземпляров . - ISBN 5-244-00026-8
- Гераклит. — 3-е изд., испр., доп. СПб.: Алетейя, 2004. — 217 с.

(Серия «Античная библиотека. Исследования») 
- К проблеме национального характера. // Философская и социологическая мысль (Киев). 1992. № 6.
- Идеи и люди: историко-философские и социально-политические этюды. — М.: Институт философии РАН, 2003. — 229 с. — ISBN 5-201-02137-9